# Kožuchov
Kožuchov (Hongaars: Kazsó) is een Slowaakse gemeente in de regio Košice, en maakt deel uit van het district Trebišov.
Kožuchov telt 215 inwoners.